# Белова, Екатерина Дмитриевна
Екатерина Дмитриевна Белова (род. 22 января 1988, Новоуральск, СССР) — российская шорт-трекистка. Мастер спорта международного класса. Выступала за ФСО профсоюзов «Россия» и Оренбургскую область. Серебряная и бронзовая призёр чемпионата Европы.

## Биография
Екатерина Белова начала заниматься шорт-треком у заслуженного тренера России Алексея Васильевича Ельнякова в ЭШВСМ «Москвич». Она дебютировала на чемпионате мира среди юниоров в Белграде 2005 года в составе эстафетной команды и заняла 13-е место. Через год на юниорском чемпионате мира в Меркуря-Чук стала 13-й в личном зачёте многоборья и заняла 4-е место в эстафете на чемпионате Европы в Крынице-Здруй.
В сезоне 2006/07 годов Белова наконец-то дебютировала на Кубке мира, приняла участие в пяти этапах Кубка мира и несколько раз выходила в четвертьфиналы как лучшее место в индивидуальных гонках. В декабре 2006 года выиграла впервые звание абсолютной чемпионки России в многоборье. В январе 2007 года на юниорском чемпионате мира в Млада-Болеславе Белова завоевала бронзовую медаль в беге на 500 м. В общем зачёте многоборья поднялась на 6-е место. 
На чемпионате Европы в Шеффилде она выиграла бронзовую медаль на дистанции 500 м и заняла 8-е место в многоборье, а также 7-е место на командном чемпионате мира в Будапеште. В январе 2008 года на чемпионате Европы в Вентспилсе заняла 8-е место в беге на 500 м и в личном многоборье стала 16-й. В феврале, в Челябинске, Катя выиграла забег на 500 метров на всероссийской Спартакиаде, что стало неожиданностью для её тренера.
На командном чемпионате мира в Харбине в марте 2008 года в женской команде заняла 8-е место. В 2009 году на чемпионате Европы в Турине в составе эстафетной команды заняла 4-е место и 16-е в личном зачёте многоборья. В январе 2010 года на чемпионате Европы в Дрездене участвовала только в эстафете и выиграла серебряную медаль. Завершила спортивную карьеру в 2010 году.
Екатерина Белова - чемпионка России (2007 - многоборье; 1000 м, 1500 м, 2010 - 500 м). Серебряный призёр (2008 - 1500 м) и бронзовый призёр (2008, 2009 - многоборье, 2006, 2009 - 500 м, 2009 - 1500 м, 2005, 2006, 2008 - эстафета 3000 м) чемпионатов России.
Завершила спортивную карьеру в 2010 году.